# Malaya van Ruitenbeek
Malaya van Ruitenbeek est un coureur cycliste néerlandais, né le 28 décembre 1982 à Bonifacio aux Philippines.
Son frère aîné Manman est également coureur cycliste.

## Palmarès
- 2005
  - 3e de l'Omloop van de Braakman
- 2006
  -  Champion du monde universitaire du contre-la-montre
  -  Médaillé de bronze du championnat du monde universitaire sur route
- 2007
  - 5e étape du Tour de Thaïlande
- 2008
  -  Champion du monde universitaire du contre-la-montre
  -  Champion des Pays-Bas du contre-la-montre par équipes
  - 4e étape de la Flèche du Sud
  - 4e étape du Tour des Pyrénées
  - 2e du Tour de Düren
  -  Médaillé de bronze du championnat du monde universitaire sur route

## Classements mondiaux
| Année            | 2006 | 2007 | 2008 | 2009 | 2010 | 2011 | 2012 |
| ---------------- | ---- | ---- | ---- | ---- | ---- | ---- | ---- |
| UCI Africa Tour  |      | 184e | 216e |      |      |      |      |
| UCI America Tour |      |      |      | 310e |      |      |      |
| UCI Asia Tour    |      |      | 213e |      |      |      |      |
| UCI Europe Tour  | 547e | 874e | 266e |      |      |      | 867e |